# Calcocianita
Calcocianita é um mineral, predominantemente sulfato de cobre (II) anidro, CuSO4, cristalizado no sistema ortorrômbico, de coloração incolor a verde claro, com dureza na escala de Mohs 3½.
Seu nome vem do grego para cobre e azul em alusão a composição e a propriedade de sua coloração mudar quando exposto ao ar úmido.